# Ханрахан, Пегин
Маргарет «Пегин» Ханрахан (англ. Margaret "Pegeen" Hanrahan; род. 1966; Гейнсвилл, Флорида) — мэр города Гейнсвилла, штат Флорида, США. Занимается политикой с юности. Также известна как активистка защиты окружающей среды и убеждённая вегетарианка. Родилась и выросла в Гейнсвилле. По образованию — инженер. Получила степени бакалавра и магистра во Флоридском университете. В 1995 году была избрана членом городского совета Гейнсвилла, а в 2004 одержала победу на выборах мэра города. В 2007 году была переизбрана на второй срок, набрав 73 % голосов избирателей. В 2003 году вышла замуж за Тони Малонэ. В 2005 году родила дочь Эйвилин, а в 2007 году — сына Квинна.